# Stefan Angehrn
Stefan Richard Angehrn (* 5. November 1964 in Frauenfeld) ist ein ehemaliger Schweizer Profi-Boxer, der seine Karriere im Jahr 2000 beendete. Er kämpfte unter anderem zweimal gegen Ralf Rocchigiani um den WM-Titel (1996 und 1997) und verlor beide Male knapp nach Punkten. Ebenfalls im Jahr 1997 besiegte er Torsten May in Düsseldorf. 1998 wurde Stefan Angehrn nach seinem Sieg über Dan Ward IBF-Interkontinental-Champion.
Seit Ende seiner Boxkarriere betätigt sich Stefan Angehrn in unterschiedlichen Bereichen und geriet dabei in Negativschlagzeilen. So gründete er einen Prominenten-Vermittlungsservice, ohne dass etliche der bei Angehrn aufgeführten Prominenten überhaupt etwas davon wussten. Nach der Trennung von seiner Ehefrau übernahm diese den Vermittlungsservice, der Prominente vermittelte, die auch dazu eingewilligt hatten. 2005 brachte Angehrn beim Goldmann Verlag den Schuldenratgeber Plan B – Wie man seine Schulden auf null bringt. Der Ratgeber von einem, der es wissen muss heraus. 2008 warb er für ein umstrittenes Nahrungsergänzungsmittel.
Angehrn ist geschieden, hat vier erwachsene Kinder und lebt in Oetwil an der Limmat. Seit 2019 ist er Botschafter für den Schweizerischen Kinderspitex Verein und setzt sich für Familien mit behinderten Kindern ein.

## Werke
- Plan B – Wie man seine Schulden auf null bringt. Der Ratgeber von einem, der es wissen muss. Goldmann, München 2004, ISBN 3-442-39076-1.